# Landeanflug

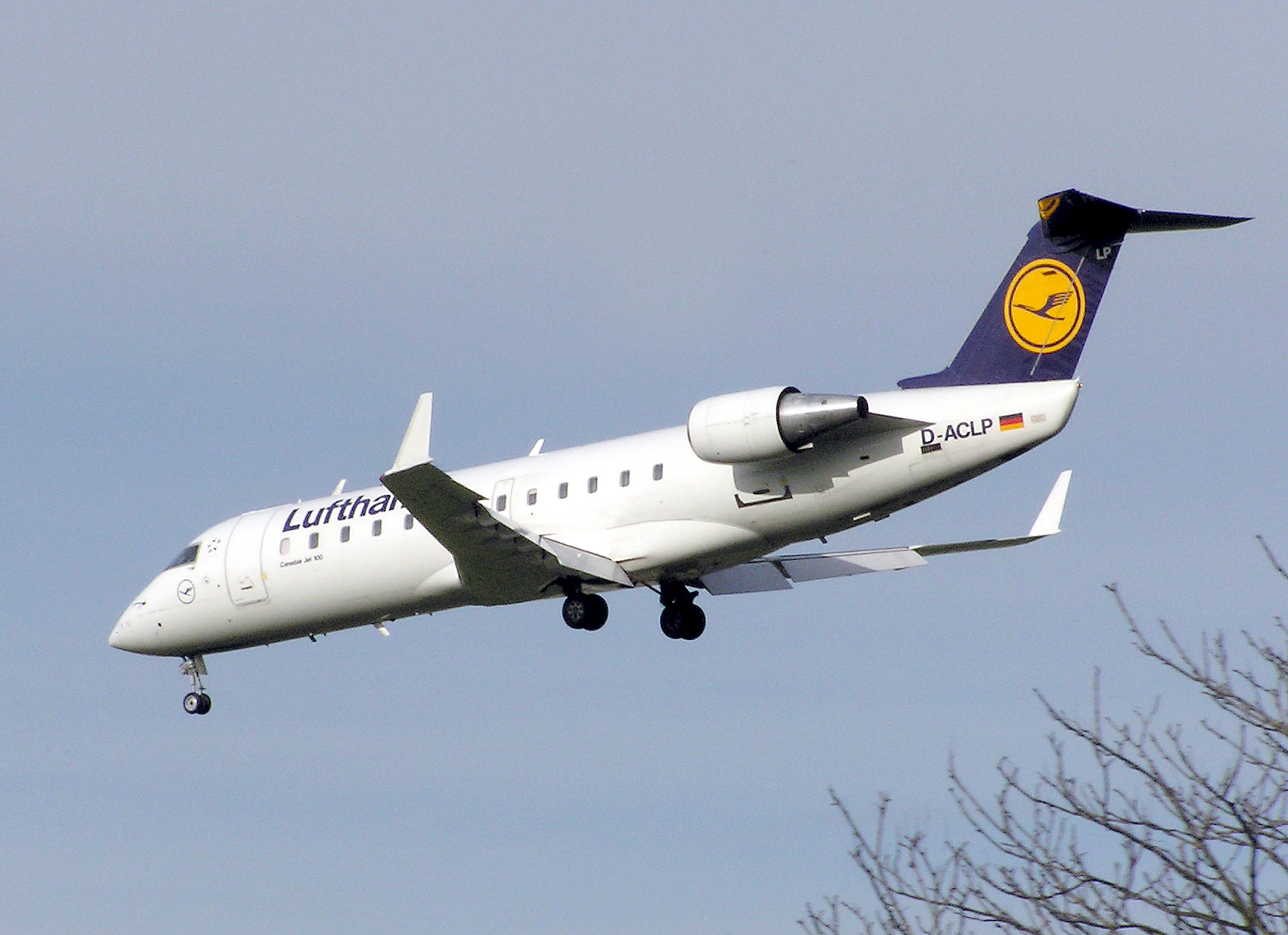
Ein Canadair-Regional Jet der Lufthansa im Landeanflug auf LHR

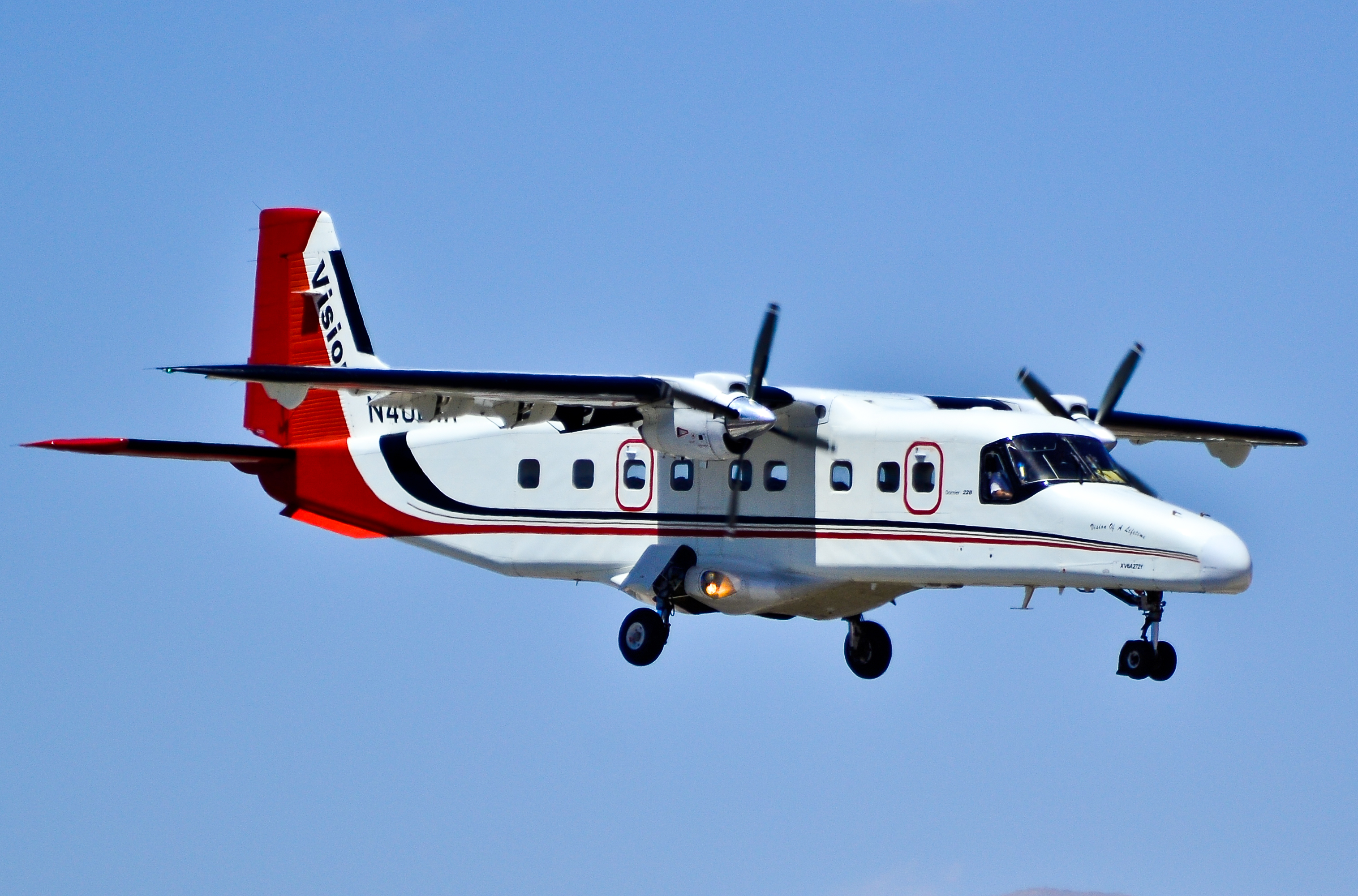
Eine Dornier 228-202 der Vision Airlines im Landeanflug auf den North Las Vegas Airport

Der Landeanflug (Kürzel APCH, von englisch approach) ist die vorletzte Phase des Fluges eines Flugzeuges bis zum Beginn der Landung.

## Allgemein
In der Anflugphase wird das Flugzeug aus dem Sinkflug heraus auf die Landung vorbereitet. Anhand von Anflugkarten und den Informationen der Anflugkontrolle (engl. Approach, APP) des Flughafens wird spätestens jetzt das Anflugverfahren festgelegt: entweder nach Instrumentenflugregeln (IFR) oder nach Sichtflugregeln (VFR). Von der Anflugkontrolle kann eine Abweichung von den dokumentierten Anflugverfahren und -strecken bestimmt werden.
Bei böigem Wetter wird generell schneller angeflogen. 
Im Endanflug (final approach) wird immer ein Landecheck ausgeführt, bei dem die Geschwindigkeit, das Ausfahren und Einrasten des Fahrwerks (landing gear bzw. undercarriage) und die Stellung der Klappen (flaps) überprüft werden.
Der Endanflug endet mit dem Abfangen, also dem Beginn der Landung.

## Instrumentenflug (IFR)
Der Anflug nach Instrumentenflugregeln ist in Flugunterlagen detailliert festgelegt. Zudem steht die Besatzung in Kontakt mit der Anflugkontrolle oder dem Tower, deren Anweisungen eine höhere Priorität haben als die in den Flugkarten beschriebenen Verfahren. Außerdem ist die automatisierte Flugplatzinformation (ATIS) abzuhören. Flugzeuge im Instrumentenflug werden von der Flugverkehrskontrolle über einzelne Höhen- und Richtungsanweisungen an die Anfluggrundlinie (gedachte Verlängerung der Mittellinie über die Landebahn hinaus) herangeführt.
Beim Anflug wird von der Flugsicherung die erforderliche Staffelung der verschiedenen Flugzeuge sichergestellt. Daher kann es notwendig werden, dass Warteschleifen angewiesen werden.
Bei Erreichen der Anfluggrundlinie schwenkt das Flugzeug auf diese ein und folgt ihr bis zum späteren Aufsetzen. Das geschieht meist unter Zuhilfenahme des Landeskurssenders (engl. Localizer, LLZ) eines Instrumentenlandesystems (ILS). Das Flugzeug wird nun von der Anflugkontrolle an den Tower des Zielflugplatzes übergeben.
Mit Erreichen des Endanflugpunktes (engl. Final Approach Fix, FAF) bei einem Nichtpräzisionsanflug oder 'Final Approach Point',  FAP bei einem Präzisionsanflug, wird der finale Sinkflug eingeleitet. Dabei folgt das Flugzeug soweit vorhanden dem zum ILS gehörenden Gleitpfadsender (engl. Glide Slope, GS). Der Gleitpfad hat einen Winkel von rund 3° und führt exakt zum Aufsetzpunkt der Landebahn. Aus diesem Winkel und der Fluggeschwindigkeit ergibt sich auch die vom Piloten zu fliegende Sinkrate. Um dem Gleitweg zu folgen, ist bei höherer Geschwindigkeit des Flugzeugs eine umso größere Sinkrate zu wählen.
Bei Erreichen der Entscheidungshöhe muss entschieden werden, ob der Anflug fortgesetzt oder abgebrochen wird. Er wird fortgesetzt, wenn entweder Sichtkontakt zur Landebahn besteht oder zumindest Teile der Anflugbefeuerung zu sehen sind und eine Landefreigabe vom Tower empfangen wurde. Der letzte Teil des Anfluges unterhalb der Entscheidungshöhe (oder der Mindestsinkflughöhe) wird zwar unter Sichtbedingungen durchgeführt, ist aber trotzdem ein Instrumentenanflug (IFR).

## Sichtflug (VFR)

Landeanflug aus Platzrunde bei VFR

Piloten, die nach Sichtflugregeln fliegen, holen eine Verkehrsinformation ein (Wetter, in Betrieb befindliche Landebahn, aktive Platzrunde, anderer Verkehr), bevor sie den Platz erreichen und führen auf unkontrollierten Flugplätzen (engl. uncontrolled airfields) den Landeanflug in eigener Verantwortung durch.
Auf kontrollierten Flugplätzen muss man sich ca. fünf Minuten vor Erreichen des ersten Pflichtmeldepunktes, der gleichzeitig den Beginn der Anflugstrecke darstellt, beim Turm melden, damit noch eine Staffelung hergestellt und eine Anflugreihenfolge festgelegt werden können. Diese Pflichtmeldepunkte liegen in der Regel außerhalb der Kontrollzone des Flugplatzes (Luftraum D CTR). Anschließend bekommt man eine Anflugstrecke zugewiesen, die meist einen Einflug in den Gegen- oder den Queranflug der jeweiligen Piste beinhaltet. Später erfolgt die Landefreigabe.
Meist wird auf ca. 1.000 ft AGL in die Platzrunde eingeflogen. Nach Gegenanflug und Queranflug kommt der „Endanflug“, der mit dem Abfangen beendet wird.